# Makbet (postać)

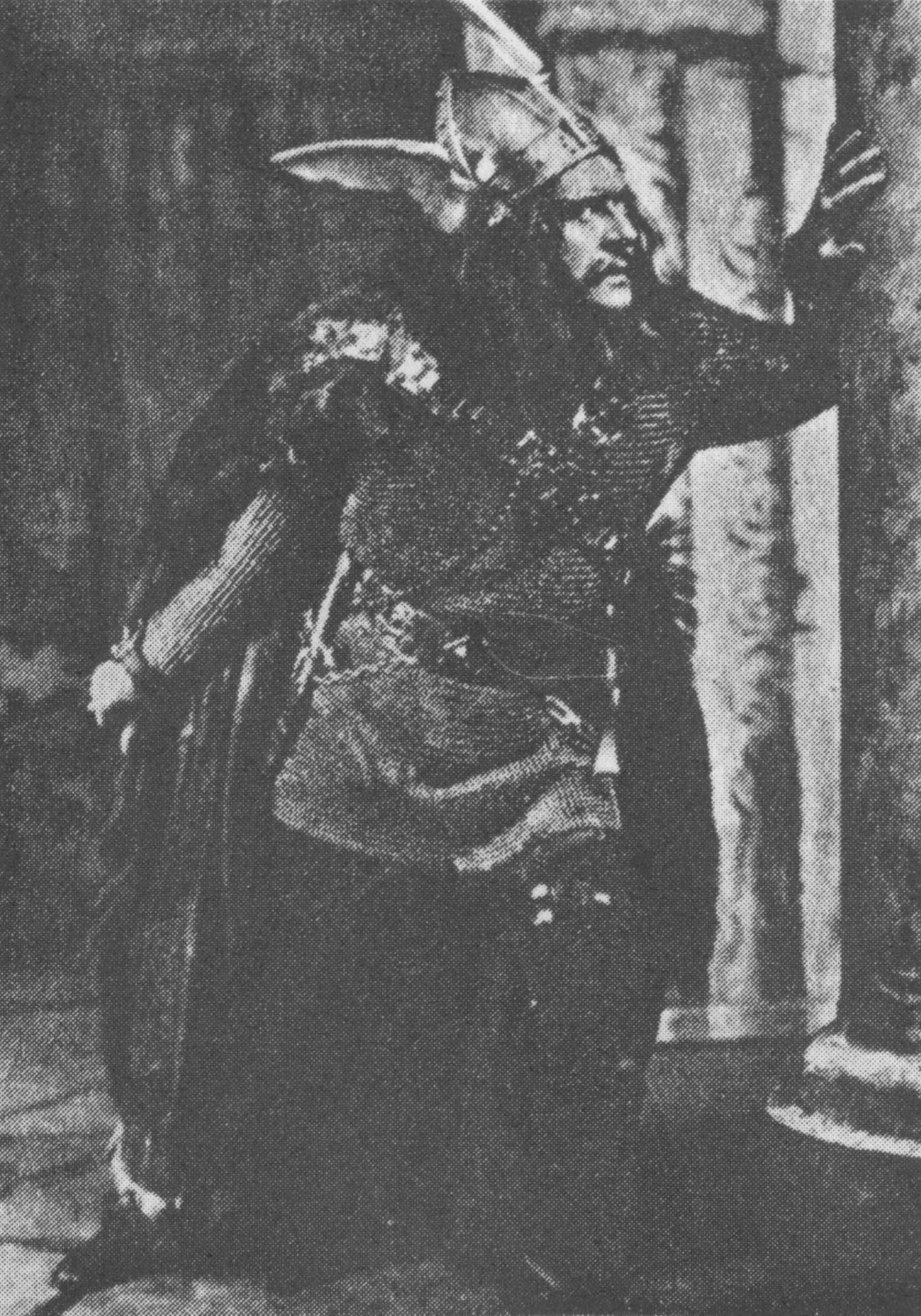
Aktor Herbert Beerbohm Tree jako Makbet w filmie z 1916 roku

Makbet (org. Macbeth) – główny bohater dramatu Williama Szekspira o tym samym tytule. Postać jest wzorowana na historycznym królu Szkocji Makbecie, choć historyczny Makbet niewiele ma wspólnego z tym literackim.
Makbet w dramacie jest początkowo tanem (zarządca prowincji) Glamis. Jest krewnym oraz wodzem armii króla Szkocji, Dunkana. Potem za zasługi na polu bitwy mianowany zostaje przez króla Dunkana tanem Kawdor (Cawdor). Po zamordowaniu króla, sam zasiada na tronie jako kolejny król Szkocji.

## Biografia postaci
Na początku dramatu Makbet i Banko są dwoma wodzami, którzy dowodzą armią szkocką. Walczą z norweskimi najeźdźcami wspieranymi przez zdrajców i  odnoszą zwycięstwo nad wrogami w bitwie pod Forres. Kiedy wracają do stolicy, by złożyć raport królowi spotykają na drodze trzy wiedźmy. Wiedźmy zwracając się do Makbeta tytułują go tanem Glamis, tanem Kawdor i przyszłym królem. Banko zostaje nazwany „ojcem królów”. Makbet jest zaskoczony. W chwili kiedy czarownice mówią te słowa jest już tanem Glamis (tytuł odziedziczył po ojcu), jednak nie posiada tytułu tana Kawdor, a tym bardziej króla.
Po zniknięciu czarownic, zjawiają się królewscy posłańcy, którzy informują Makbeta, że w uznaniu jego zasług król mianuje go tanem Kawdor. Od tego czasu Makbet zaczyna poważniej traktować słowa czarownic.
Kiedy Makbet wraca do swojego zamku, jego żona Lady Makbet namawia go by zabił króla Duncana i przejął władzę w kraju. Jest okazja gdyż król, tego dnia składa mu wizytę i nocuje w jego zamku w Inverness, wraz z synami i wieloma dygnitarzami. Makbet na początku się wzbrania przed dokonaniem zabójstwa, ale ostatecznie popełnia tę zbrodnię. Potem o zabicie króla oskarża dwóch wartowników, których również zabija. Synowie króla, Malcolm i Donalbain, nie dają temu wiary. Obawiając się o swoje życie, wyjeżdżają z kraju, rzucając tym podejrzenie na siebie. Makbet zostaje koronowany na króla.
Makbet jako władca nie jest szczęśliwy. Obawiając się, że sam jak Dunkan padnie ofiarą zbrodni, rozpoczyna terror. Brutalnie tłumi wszelkie realne lub potencjale zagrożenia dla jego władzy. Równocześnie dręczą go wyrzuty sumienia, strach i halucynacje. Ofiarą terroru pada Banko, który zgodnie z przepowiednią czarownic ma być "ojcem królów", ale jego syn Fleance ucieka. Brutalne metody nie uspokajają jednak Makbeta. Udaje się więc do czarownic by uzyskać informację co swoich dalszych losów. Czarownice przywołują widziadła, które uspokajają Makbeta. Jedno z nich mówi, że zostanie pokonany, kiedy las Birnam podsunie się pod mury jego zamku, a drugie, że nikt zrodzony z kobiety nie może go pokonać. Trzecie widziadło ostrzega by uważał na Macdufa, tana Fife.
Makbet jest częściowo uspokojony tymi zapewnieniami. Niemniej jednak nasyła morderców by pozbawili życia Macdufa. Macduf ucieka przed zabójcami, ale jego żona i syn zostają brutalnie zamordowani. Macduf przysięga zemstę i udaje się do Malcolma, syna Dunkana, który przebywa na emigracji w Anglii. Namawia go by powrócił do Szkocji i obalił uzurpatora. W tym samym czasie Lady Makbet, nie mogąc znieść wyrzutów sumienia popada w obłęd i popełnia samobójstwo.
Wkrótce potem do Szkocji wkracza Malcolm wraz ze swoimi stronnikami oraz wspomagająca go armia angielska. Makbet chroni się w zamku, gdzie pamiętając przepowiednie czarownic czuje się bezpieczny. W czasie jednego ze szturmów, zjawia się posłaniec i informuje go, że las Birnam zbliża się do zamku. Byli to zamaskowani gałęziami drzew angielscy żołnierze. Makbet pojmuje nagle dwuznaczność przepowiedni czarownic. Wkrótce potem zamek pada.
Makbet wymyka się z zamku. Najpierw spotyka młodego Siwarda, syna wodza wojska angielskiego, którego pokonuje w walce. W chwilę potem dochodzi do spotkania z Makdufem, który wyzywa Makbeta do walki chcąc pomścić swoich bliskich. Makbet początkowo nie chce z nim walczyć, twierdząc że już wystarczająco ciąży mu na sumieniu. Ostrzega Makdufa, ze nikt zrodzony z kobiety nie może go pokonać. Wtedy Makduf ujawnia, że on właśnie przyszedł na świat za pomocą cesarskiego cięcia.
Dochodzi w końcu do walki pomiędzy Makdufem a Makbetem, w której Makbet ginie. Tron obejmuje Malkolm, syn Dunkana i jego prawowity następca.